# Louise Mensch
Louise Daphne Mensch (de soltera Bagshawe; Londres, 28 de junio de 1971) es una autora y periodista independiente inglesa. Ella fue una parlamentaria conservadora por Corby de 2010 a 2012.

## Primeros años
Mensch nació en Londres, Inglaterra, hija de Nicholas Wilfrid Bagshawe y Daphne Margaret Triggs, y fue criada como católica. Ella fue educada en la Beechwood Sacred Heart School de Royal Tunbridge Wells, y Woldingham School, un colegio de niñas católicas en Surrey. Ella leyó lengua y literatura inglesas en Christ Church, Oxford y fue secretaria de la Oxford Union.
Tiene un hermano y dos hermanas, una de las cuales, Tilly, es periodista y autora.

## Carrera como escritora
Después de una pasantía de seis meses en MTV Europa trabajó como oficial de prensa con EMI Records, y luego como funcionaria de marketing para Sony Music.
Su primera novela, Career Girls, fue publicada en 1995 y fue seguida por 16 trabajos subsecuentes en el género del chick lit dirigido a las mujeres jóvenes. Ella ha defendido al chick lit contra acusaciones, específicamente las de la psicóloga Susan Quilliam, de que los libros causan expectativas irracionalmente altas que «arruinan las vidas de los lectores» diciendo que tales libros hacen solamente a lectores elevar sus estándares.

## Carrera política
Con padres que estaban activos en el partido, Mensch se unió al Partido Conservador cuando tenía 14 años. Posteriormente, en 1996, cambió al Partido Laborista, diciendo que creía que Tony Blair era «socialmente liberal pero un Tory económico». En 1997 había regresado a los conservadores, ayudando a su madre, Daphne, a ganar un asiento en el consejo del condado de Sussex del este de los liberaldemócratas, y ha hecho campaña en las elecciones generales de 1997, 2001 y 2005. En 2001, Mensch cofundó la Oxonian Society, más tarde renombrada la  Hudson Union Society, con Joseph Pascal y la princesa Badiya bint El Hassan de Jordania.
Mensch fue colocada en la lista de candidatos conservadores en 2006. En octubre de 2006 fue seleccionada para presentarse en el distrito electoral de Corby, que ganó en las elecciones generales de 2010 con una mayoría de 1951, derrotando al candidato laborista Phil Hope. En junio de 2010 fue elegida por otros parlamentarios conservadores para formar parte del Comité Selecto del Departamento para la Cultura, Medios de Comunicación y Deporte.
Cree que la prohibición de la caza del zorro en 2004 debe ser derogada por motivos de libertades civiles y que su debate y aplicación es un desperdicio de tiempo parlamentario. Mensch defiende el «feminismo basado en la realidad», en particular el «feminismo conservador» o el «feminismo Tory», y es crítica del «movimiento feminista moderno» de Gran Bretaña, a cual ella llama «ultrafeminismo» y contrasta desfavorablemente con el «feminismo estadounidense».

### Escándalo de hackeo telefónico
El 19 de julio de 2011, en el Comité Especial de Cultura, Medios de Comunicación y Deporte de la Cámara de los Comunes, Mensch participó en el interrogatorio de James y Rupert Murdoch sobre el escándalo de hackeo de News of the World.
El blog político Bagehot en The Economist nombró a Mensch como la «estrella sorpresa» de la audiencia, diciendo que sus «preguntas agudas, precisas y fríamente despreciables» contrastaban con sus «parloteadores, pomposos» compañeros del comité. Mensch más tarde se enfrentó a críticas por afirmar incorrectamente durante el comité que Piers Morgan había escrito en su autobiografía sobre la conducción de escuchas teléfónicas mientras él era el editor del The Daily Mirror. Al ser desafiada en CNN por Morgan, Mensch citó la protección del privilegio parlamentario y se negó a retirar la acusación; sin embargo, también se negó a repetirlo abiertamente. Más tarde se disculpó con Morgan, alegando que había leído mal un reportaje periodístico sobre el libro.
Tres días más tarde, Mensch recibió un correo electrónico alegando que había consumido una «sustancia controlada» con Nigel Kennedy en el Ronnie Scott's Jazz Club en Birmingham en la década de 1990 mientras trabajaba como oficial de prensa para EMI Records. Mensch publicó el correo electrónico y admitió que las acusaciones eran «altamente probables», pero dijo que solo lamentaba que otros tuvieran que verla bailando y no sería disuadida de hacer más preguntas sobre las escuchas telefónicas. Posteriormente, admitió su uso de drogas en The Sunday Times.
El comité selecto de Cultura, Medios de Comunicación y Deporte finalizó su informe en abril de 2012. Mensch discrepó públicamente con Tom Watson y Paul Farrelly, dos miembros laboristas del comité, sobre si se había discutido la conclusión de que Rupert Murdoch no estaba apto para dirigir una compañía internacional antes de que Watson presentara una enmienda de los Comunes el 30 de abril. Mensch y los otros tres miembros conservadores del comité se opusieron, y no pudo apoyar el informe con la propia diputada, diciendo que el informe se había vuelto «partidista» como resultado de la inclusión de la declaración. Mensch insistió en Newsnight el 2 de mayo que no había sido discutido y no era parte de lo que se había remitido. Watson acusó más tarde a Mensch de presentar enmiendas a favor de Murdoch que habrían «exonerado» a James Murdoch en el informe y, en intercambios de Twitter con ella, alegó que conversaciones privadas del comité habían sido filtradas a News Corp.

### Control de las redes sociales
Tras los disturbios en Inglaterra, Mensch pidió que los servicios de redes sociales Twitter y Facebook fueran cerrados o «tomaran una hora de descanso» durante los disturbios para detener la propagación de rumores falsos que desperdiciaran los recursos de la policía. Comparó la acción con breves interrupciones a las redes de carreteras y ferrocarriles durante las emergencias. Sin embargo, otros usuarios de Twitter compararon dicha acción con la censura en línea de regímenes como Irán y China, mientras que la policía de Sussex dijo que había utilizado Twitter para detener los rumores.
En junio de 2012, a un hombre se le dio una sentencia de 26 semanas de prisión suspendida por dos años por enviar a Mensch una amenaza por correo electrónico, incluyendo amenazas contra sus hijos. Después de su condena, Mensch pidió a los sitios de redes identificar a los agresores anónimos diciendo que era imposible para la víctima comprobar la gravedad de la amenaza planteada, mientras que los agresores sentían que podían hacer lo que querían sin temor a retribución.

### Acoso cibernético
En mayo de 2012, Mensch utilizó su cuenta de Twitter para condenar los tuits abusivos y amenazantes que había recibido, describiéndolos como «misoginia e intimidación». Los tuits fueron posteriormente reportados en la prensa, y recibió apoyo para llamar la atención sobre el tema. En marzo de 2014, Mensch fue acusada de acoso cibernético después de enviar una serie de tuits a un periodista, que incluía observaciones personales sobre su apariencia.
En mayo de 2015, después de las elecciones generales de ese año, Mensch fue acusada de acoso cibernético contra Abby Tomlinson, líder adolescente del Milifandom, una campaña de apoyo a Ed Miliband entre adolescentes. Mensch negó la acusación, afirmando que solo había criticado a Tomlinson. Poco después, escribió una entrada de blog de 4000 palabras para reiterar que no había intimidado a Tomlinson y realizó nuevas afirmaciones sobre Tomlinson.

### Dimisión
El 6 de agosto de 2012, Mensch anunció su decisión de dimitir como miembro del Parlamento por Corby para pasar más tiempo con su familia en Nueva York. Mensch había aparecido probable para ser promovida en la prevista remodelación del gobierno de septiembre. Ella le dijo a su periódico local que tenía la intención de dejar de lado su puesto en las próximas elecciones, pero que adelantó la fecha tras preocuparse de que sus hijos estarían demasiado establecidos en Gran Bretaña para entonces.

## Columnista
Después de salir del Parlamento, Mensch comenzó a trabajar como periodista independiente y también escribió artículos para varios periódicos, entre ellos The Times y The Sun. En mayo de 2014, comenzó a desarrollar nuevos proyectos digitales para News Corporation, incluyendo Heat Street, un sitio de noticias, opinión y comentarios libertario.
En noviembre de 2016, Heat Street publicó un artículo, escrito por Mensch, que afirmaba que una supuesta autorización mediante la Ley de Vigilancia de la Inteligencia Extranjera que daba permiso para investigar la campaña de Donald Trump, fue «concedida en relación con la investigación de una actividad sospechosa entre un servidor [en Trump Tower] y dos bancos, SVB Bank y Alfa Bank». Este artículo, entre otros, fue posteriormente citado por el gobierno de Trump como evidencia de su alegación de haber sido sujeto de escuchas telefónicas por la administración Obama. The Washington Post informó que ningún medio de noticias verificable ha podido confirmar la existencia de esta orden, a pesar de meses de esfuerzo, afirmando que «uno tiene que tomar esta afirmación con una enorme dosis de escepticismo».

## Empresas de Internet
En junio de 2012, Mensch se unió a Luke Bozier, exasesor digital del Partido Laborista, para establecer un sitio web de redes sociales, un rival basado en política de Twitter. El sitio, llamado Menshn - pronunciado mention, «mencionar» - permitía a los usuarios seleccionar su tema de interés. Mensch esperaba aumentar las finanzas de capital riesgo. El sitio fue criticado por los expertos de la industria por su falta de seguridad. Menshn cerró en febrero de 2013.
Después del cierre de Menshn, Louise Mensch anunció que estaba creando un blog de estilo y moda llamado Unfashionista. El sitio web fue ampliamente cubierto en la prensa británica por medios como The Guardian, The Independent, The Daily Telegraph, Daily Mail y otros.

## Vida personal
En el año 2000, se casó con Anthony LoCicero, un promotor inmobiliario católico angloitaliano. Tienen tres hijos, pero se separaron en 2009. El matrimonio terminó en divorcio. En junio de 2011, se casó con el mánager musical Peter Mensch, a quien había conocido por primera vez veinte años antes.
Mensch es diagnosticada con trastorno por déficit de atención con hiperactividad, lo que le hizo darse cuenta de que estaba «medicándose» con vino por el estrés, y ahora casi ha renunciado completamente al alcohol. También comentó que tomar drogas duras en la década de 1990 «jugó con su cerebro y tuvo efectos a largo plazo en la salud mental».